# Katja Illenberger
Katja Illenberger (* 21. Januar 1977) ist eine ehemalige deutsche Fußballspielerin.

## Karriere

### Spielerin
Illenberger gehörte in der Saison 2003/04 dem Kader des FC Bayern München an und bestritt acht Bundesligaspiele. Ihr Debüt gab sie am 17. August 2003 (1. Spieltag) bei der 1:4-Niederlage im Auswärtsspiel gegen den SC 07 Bad Neuenahr mit Einwechslung für Simone Laudehr in der 41. Minute. Weitere sechs Begegnungen waren von Ein- und Auswechslungen geprägt; nur das 1:1-Unentschieden am 26. Oktober 2003 (5. Spieltag) im Auswärtsspiel gegen den FFC Brauweiler Pulheim bestritt sie über 90 Minuten.
Zur Saison 2004/05 wechselte sie zum Bundesligaaufsteiger TSV Crailsheim, für den sie zwischen dem 5. September 2004 (1. Spieltag) und dem 17. April 2005 (18. Spieltag) 17 Bundesligaspiele bestritt; dennoch stieg der Verein als Vorletzter in die 2. Bundesliga ab.

### Trainerin
Seit der Saison 2015/16 trainiert sie die Frauenfußballmannschaft des FC Ellwangen 1913, die sie in ihrer ersten Saison zur Meisterschaft in der Bezirksliga Ostwürttemberg führte; mit 17 Siegen und einem Unentschieden stieg ihre Mannschaft mit 105:7 Toren in die Regionalliga 3 Württemberg auf. Die Folgesaison schloss ihre Mannschaft ebenfalls als Meister ab, die damit erneut aufstieg und die Saison 2018/19 als Viertplatzierter in der Staffel 1 der Landesliga Stuttgart abschloss; des Weiteren gewann sie 2016 und 2017 den Bezirkspokal.